# Eskimantaş
Eskimantaş ist ein Ortsteil (Mahalle) im Landkreis Kozan der türkischen Provinz Adana mit 563 Einwohnern (Stand: Ende 2024). Im Jahr 2011 zählte Eskimantaş 665 Einwohner.